# Maria de Lourdes Braga de Sá Teixeira
Maria de Lourdes Braga de Sá Teixeira, née le 19 octobre 1907 et morte le 19 juillet 1984, est une aviatrice portugaise. Elle a été la première femme à obtenir le brevet de pilote au Portugal en 1928, à l'âge de 21 ans. 

## Biographie
Née dans une famille de la haute bourgeoisie, elle était la fille de Afonso Henriques Botelho de Sá Teixeira, médecin colonel. Il était farouchement opposé au souhait de « Milú » (comme elle était surnommée) de piloter un avion. Face à l'affaiblissement de la santé de sa fille en raison de son opposition, il changea d'avis et lui permit de poursuivre ses désirs. 
Elle obtint son brevet de pilote le 6 décembre 1928 avec un avion Caudron G3 à l’École militaire d'aéronautique (opérant alors à Granja do Marquês à Sintra). Son instructeur était  le capitaine d'aviation Craveiro Lopes, qui plus tard deviendra Président de la République. 
Lors des célébrations du 85e anniversaire de l'attribution de son brevet, elle fut honorée par la Commission municipale de toponymie de la Mairie de Lisbonne où son nom a été donné à un jardin de la paroisse des Olivais, à proximité de l'aéroport Humberto Delgado, jardin qui pris donc le nom de « Jardin Maria de Lourdes Sá Teixeira »,. 